# Peter Weiss (Boxer)
Peter Weiss (* 16. Dezember 1938 in Berlin; † 27. März 2021 in Wien) war ein österreichischer Boxer. Er war der Sohn des Boxers Ernst Weiss.
Peter Weiss wurde 1958, 1959 und 1960 Österreichischer Meister im Bantamgewicht sowie 1963 Österreichischer Meister im Federgewicht. Bei den Europameisterschaften 1959 in Luzern unterlag er im Achtelfinale gegen Oleg Grigorjew aus der Sowjetunion. 1960 nahm er neben Egon Rusch (Mittelgewicht), Franz Koschina (Weltergewicht), Rupert König (Halbweltergewicht) und Josef Grumser (Leichtgewicht) an den 17. Olympischen Spielen in Rom teil, wo er jedoch in der dritten Turnierrunde (Achtelfinale) gegen den Spanier Alfonso Carvajo ausschied.
Auch bei den Europameisterschaften 1963 in Moskau schied er im Achtelfinale gegen den Schotten Evan Armstrong aus. 1964 folgte noch seine Teilnahme neben Franz Frauenlob (Mittelgewicht) und Rupert König (Halbweltergewicht) bei den 18. Olympischen Spielen in Tokio, wo er in der zweiten Turnierrunde gegen Tamar Ben Hassan aus Tunesien verlor.
Nach mehrjähriger Karriereunterbrechung aufgrund beruflicher Aktivitäten begann er im Alter von 33 Jahren noch einmal mit dem Boxen und wurde 1971 noch Österreichischer Meister im Leichtgewicht sowie 1972 Österreichischer Meister im Federgewicht.
Anschließend wurde er Boxtrainer am Universitäts-Sportinstitut der Universität Wien und war Inhaber des Hotels Papageno in Wien.